# بیسکت‌سپر
بیسکت‌سپر (نام علمی: Bissektipelta) نام یک سرده از بالاخانواده خمیده‌خزنده‌سانان است.